# アブドゥルカーディル・ジーラーニー

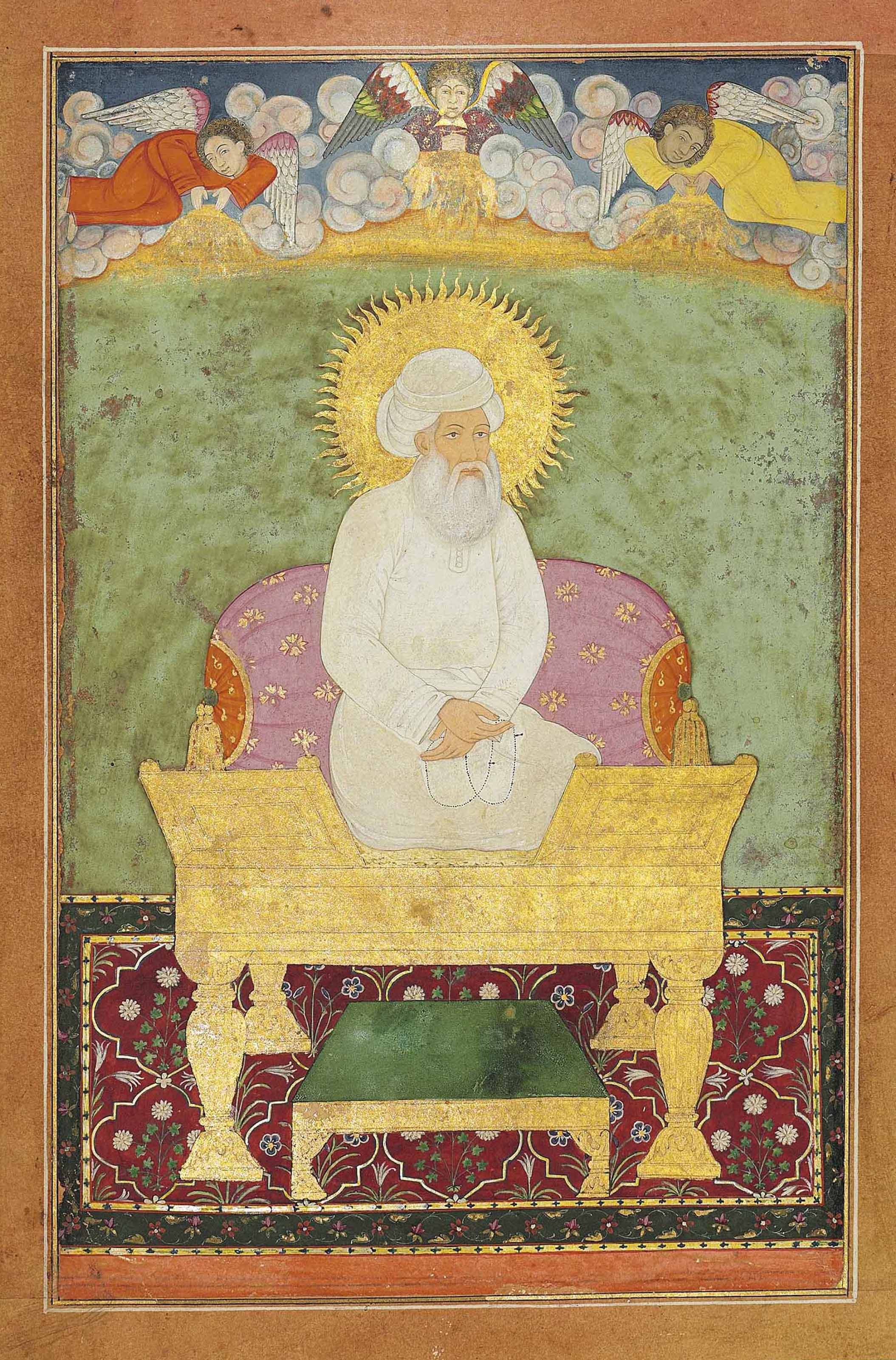
1680年頃にムガル朝期のインドで制作されたアブドゥルカーディル・ジーラーニーの肖像画。

アブドゥルカーディル・ジーラーニー（ʿAbd al-Qādir al-Jīlānī ( al-Jīlī )）は、カーディリー教団の名祖である11-12世紀の人物である。スーフィーとして高名であり、その伝記は伝説で満ちているが、実在した人物である。1077年又は1078年にカスピ海の南東沿岸部のギーラーン地方で生まれ、1166年にバグダードで亡くなったハンバリー派法学者であり、宣教師である。

## 情報源
前近代におけるアブドゥルカーディル・ジーラーニーに関する書物は、それらの著者が彼のことをイスラームで最も偉大なスーフィー聖者であると考えている。著者らの関心は、ジーラーニーの生涯と行跡の記述により客観的な歴史的事実を提示することよりも、それを通して読者を啓蒙し教化することに向いている。Braune (1960) によると、これらの書物に記録されているジーラーニーの生涯と行跡の記述のうち信頼できる記述はわずかしかない。ジーラーニーの生涯に関する数々の伝説のコレクションとしては、アリー・イブン・ユースフ・シャッタナウフィー（1314年歿）の読み物が後世によく参照されている。

## 呼び名
名前（イスム）はアブドゥルカーディルである。アブー・ムハンマドというクンヤがありイブン・アビー・サーリフ・ジャンギー・ドーストというナサブがある。
多くのスーフィーから信仰の復興者（ムジャッディド）と認識されており、そのため彼には「ムヒーユッディーン」というラカブ（尊号）がある。ジーラーニーという名前はギーラーン出身であることに由来するニスバである。ジーラーンはギーラーンのアラビア語読みである。バグダードで亡くなったためバグダーディーのニスバもある。ガウスル・アーザムという呼び名もある。

## 出自
ジーラーニーはよく知られた人物であるにもかかわらず出自がはっきりとはわかっていない。伝統的にはハサン裔のサイイドであるとされていて、ムスリムは基本的にこの説を信じている。これに対して、伝わっているナサブによればジーラーニーの父親（祖父の可能性もある）の名前が、ジャンギー・ドーストというイラン系人の名前である。さらにニスバの「ジーラーニー」はカスピ海の南西の沿岸部のギーラーン地方（アラビア語でジーラーンと読む）の出身者であることを示す。Braune (1960) はこの2点がハサン裔であることと矛盾するとする。
さらに16世紀ムガル朝の伝承学者アブデルハック・モハッデス・デヘラヴィーの著書によると、ジーラーニーはバグダードでは「アジャミー」とも呼ばれている。「アジャミー」は「非アラブ」を意味するため、ジーラーニーはイラン人であったと推測できる。Lawrence (1982)によれば、ハサン・イブン・アリーを経由して預言者ムハンマドに至る系譜（スィルスィラ）は「熱心すぎる聖人伝作家によって」見つけ出されたものであろう。
イブン・タグリービルディー（1470年歿）の著書 al-Nujūm al-ẓāhira によると、ジーラーニーはイラクのジールに生まれたとされるが、フランスの歴史学者ジャクリーヌ・シャッビによると、この説には疑問が残る。ローレンスなど、現代の歴史学者はジーラーニーがギーラーン地方出身であったと考えている。この地方は当時、複数の異なる氏族が割拠する首長制社会であった。

## 生涯
の生年はヒジュラ暦470年（1077年～1078年）であり、
ジーラーニーはギーラーン地方で生まれ育ち、1095年、18歳のときにバグダードへ移った。以後は亡くなるまで、基本的にバグダードで活動した。同地では、アブー・サイード・ムバーラク・マフズーミーとイブン・アキールを師としてハンバリー派法学の勉強に打ち込んだ。伝承（ハディース）学をアブー・ムハンマド・ジャアファル・サッラージュに学んだ。スーフィーとしての精神修養を Abu'l-Khair Hammad ibn Muslim al-Dabbas に学んだ。学び終えた後ジーラーニーはバグダードを去り、25年間、イラクの沙漠をさまよった。
ジーラーニーはシャーフィイー派とハンバリー派の法学派に属す。彼は両派の法学を同じように重視し、両派の考えに基づくファトワーを同時に発した。そのため、ナワウィーはジーラーニーを Bustan al-'Arifin (Garden of the Spiritual Masters) という本の中で次のように称賛している。
シャーフィイー派とハンバリー派のシャイフ、バグダードのムヒーユッディーン・アブドゥルカーディル・ジーラーニー先生ほど威厳のある人物はいまだかつていない。—ナワウィー、
1127年、ジーラーニーはバグダードに帰り、公衆に向けて説教を始めた。自身の先生であるマフズーミーの学校で教え、生徒に人気があった。午前中に伝承学と解釈学を教授し、午後にクルアーンの核心について抗議した。ジーラーニーは多数のユダヤ教徒やキリスト教徒を改宗させ、スーフィズムの神秘思想とイスラーム法学をよく統合させた説得力ある説教師であったと言われている。
ジーラーニーは1166年にバグダードで亡くなり、当地に埋葬された。彼のウルス命日は、伝統的に第2ラビー月11日とされている。
サファヴィー朝のイスマーイール1世時代にいちど、霊廟が破壊されたが、オスマン朝のスレイマン1世により、1535年に霊廟を覆うドーム（クッバ）が建てられた。

## 影響

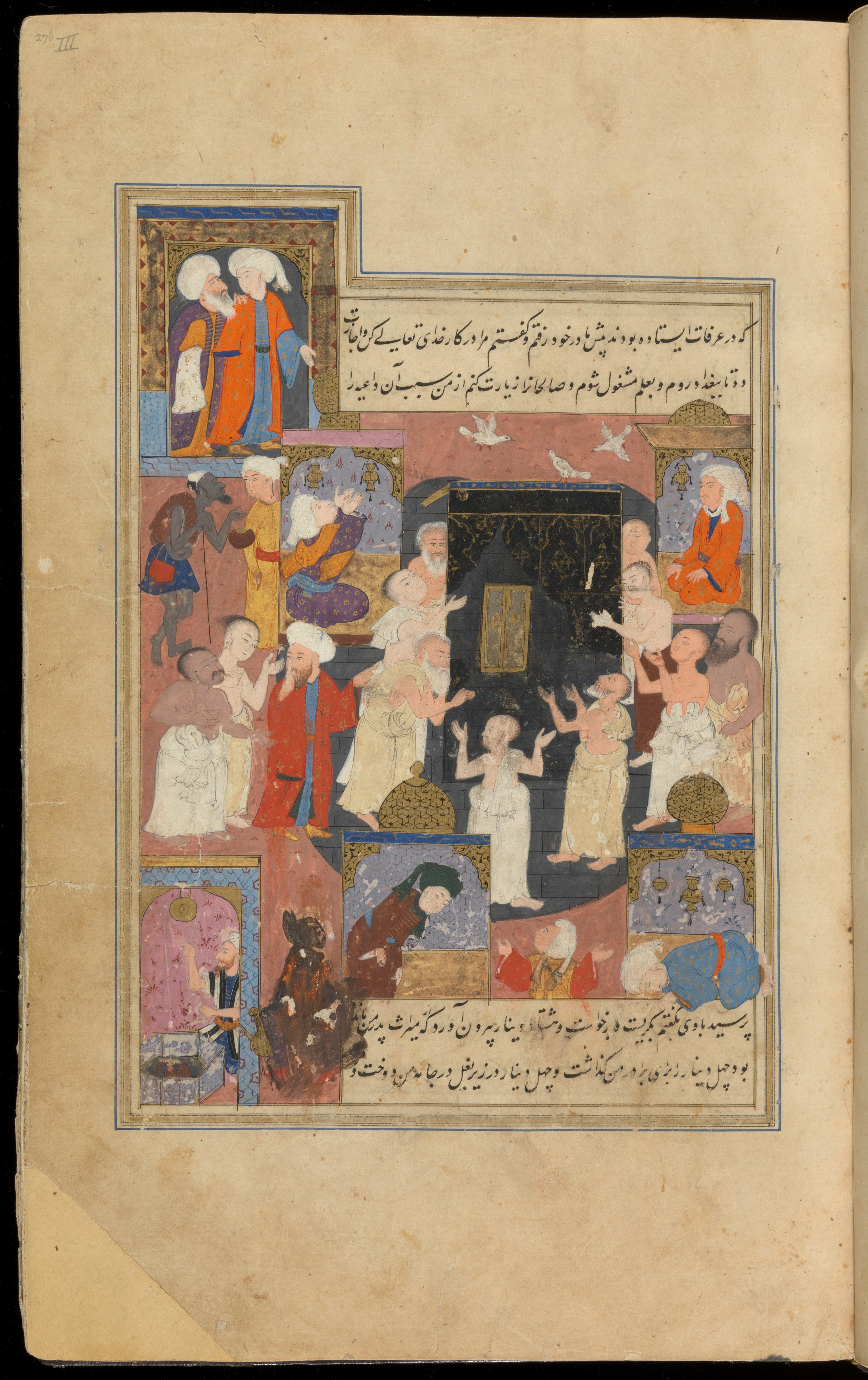
オスマン朝期に制作されたジャーミーの Nafahat al-uns の細密写本（1595年）。チェスター・ビーティー・ライブラリー蔵。

アブドゥルカーディル・ジーラーニーは、内面の浄化と神への献身に向かう、慈悲深く包括的なやり方を通じて、何千人もの人々をイスラームへの改宗へと導いた。彼の説教では内面の浄化と神の愛と倫理的な生き方が強調され、これが多くの人の心に響いてさまざまな背景を背負った人々を惹きつけた。彼がバグダードにカーディリーヤ学院（Madrasa al-Qadiriyya）を設立したことは、歴史的に重要な意味を持つこととなった。この学院はイスラームの精神性を学ぶ拠点になり、さまざまな地域の生徒たちを惹きつけた。カリキュラムにはクルアーン学、伝承学、法解釈学（フィクフ）、神秘思想（タサウウフあるいはスーフィズム）が含まれた。アブドゥルカーディル・ジーラーニーの影響は同時代の政治・軍事指導者にもひろがり、彼らは公正で倫理的な統治を目指し始めた。ヌールッディーン・ザンギーやサラーフッディーン・アイユービーなどがジーラーニーの教えに敬意を払い、数多くの偉業をなしたことでしられている。

## 著作
- Kitab Sirr al-Asrar wa Mazhar al-Anwar (秘密の中の秘密の書)
- Futuh al-ghaib (不可視の秘密)
- Jila' al-Khatir (心の浄化)
- Ghunyat  al-Ṭalibeen (探究者の宝) [16]
- Al-Fuyudat al-Rabbaniya (主から放たれるもの)
- Khamsata 'Ashara Maktuban（15通の書簡）
- Kibriyat e Ahmar
- 天国と地獄の解説書[17]
- al-Fatḥ ar-Rabbānī（主の勝利）

## 註釈
1. ↑  生年月日は、ヒジュラ暦470年ラマダーン月1日とされることがある。

## 典拠
1. 1 2 3 4 5 6 7 8 9 10 11 12 13 14 15 16  Braune, W. (1960). “ʿAbd al-Ḳādir al-Djīlānī”. In Gibb, H. A. R.; Kramers, J. H. [英語版]; Lévi-Provençal, E. [英語版]; Schacht, J. [英語版]; Lewis, B.; Pellat, Ch. [英語版] (eds.). The Encyclopaedia of Islam, New Edition, Volume I: A–B. Leiden: E. J. Brill. p. 69l-70r.
2. 1 2 3 4 5 6 7  Chabbi, Jacquline. “ʿAbd al-Qādir al-Jīlānī (search results)”. In Fleet, Kate; Krämer, Gudrun; Matringe, Denis; Nawas, John; Rowson, Everett (eds.). Encyclopaedia of Islam, THREE. Brill Online. ISSN 1873-9830.
3. 1 2 3  al-Qadir al-Jilani アブドゥルカーディル・ジーラーニー - ブリタニカ百科事典
4. ↑  Devotional Islam and politics in British India: [Ahmad Riza Khan] Barelwi and his movement, 1870–1920, pg 144, Sanyal, Usha Oxford University Press US, 19 August 1999. ISBN 0-19-564862-5 ISBN 978-0-19-564862-1.
5. 1 2 3 4 5 6  Lawrence, B. (1982–2021). “ʿAbd-al-Qāder Jīlānī”. In Yarshater, Ehsan (ed.). Encyclopædia Iranica. London and New York: Routledge & Kegan Paul.
6. ↑  Chabbi 2009.
7. ↑  Anwar 2009.
8. ↑  Jonathan & Karamustafa 2014.
9. ↑  Madelung 2001, pp. 634–635.
10. ↑  Malise Ruthven, Islam in the World, p 243. ISBN 0195305035
11. ↑  Esposito J. L. The Oxford dictionary of Islam. p160. ISBN 0199757267
12. ↑  'Abd al-Qadir al-Jilani (20 January 2019). Jamal al-Din Faleh al-Kilani. ed (アラビア語). Futuh al-Ghayb ("Revelations of the Unseen")
13. ↑  Renard, John (2004) (English). Knowledge of God in Classical Sufism: Foundations of Islamic Mystical Theology. Paulist Press (July 1, 2004発行). pp. 202-205. ISBN 978-0809140305
14. ↑  Algar, Hamid (1999) (English). Sufism: Principles & Practice. Islamic Pubns Intl (January 1, 1999発行). pp. 103-106. ISBN 978-1889999029
15. ↑  W. Ernst, Carl (1997) (English). The Shambhala Guide to Sufism. Shambhala (September 23, 1997発行). pp. 124-126. ISBN 978-1570621802
16. ↑  Al-Qahtani, Sheik Saeed bin Misfer (1997) (アラビア語). Sheikh Abdul Qadir Al-Jilani and his Belief and Sufi views. Library of Al-Madinah Al-Munawwarah. pp. 133
17. ↑  “A concise description of Jannah & Jahannam, the garden of paradise and the fire of hell: excerpted from 'Sufficient provision for seekers of the Path of Truth (Al-Ghunya li-Tālibi al-Ḥaqq)” (英語). WorldCat.org. 2022年11月3日閲覧。